# Анте Готовіна
Анте Готовіна (хорв. Ante Gotovina; нар. 12 жовтня 1955 р., село Ткон, острів Пашман, нині Задарський округ, Хорватія) — національний герой Хорватії, відставний генерал-лейтенант (хорв. general pukovnik) хорватської армії, один із чільних учасників війни в Хорватії та Боснії і Герцеговині 1991—1995 рр. Хибно звинувачений у 2001 р. Гаазьким Міжнародним трибуналом для колишньої Югославії на вимогу Сербії й Росії у воєнних злочинах і злочинах проти людяності, нібито скоєних у ході операції «Буря» наприкінці хорватської війни в 1995 році.
В обвинувальному висновку йому ставилося у провину вигнання сербів області Країна за межі Хорватії під час вищезгаданої операції.
16 листопада 2012 рішенням Апеляційної палати Гаазького трибуналу його повністю виправдано.

Анте Готовіну переважна частина хорватів як і раніше вважає за героя, особливо в районах, потерпілих від війни.

## Життєпис
Ще в дитинстві Анте переїхав у селище Пакоштане, що на адріатичному узбережжі навпроти острівного села Ткон. Взагалі, дані про Готовіну скупі, значною мірою основані на неоднозначно сприйнятій, романтизованій біографії «Воїн, авантюрист і генерал» колишнього головного редактора щоденної газети Vjesnik Ненада Іванковича. Скоріш за все, відповідають дійсності такі наведені там факти: Анте Готовіна, син далматинського рибалки, у підлітковому віці втік зі свого рідного місця і покинув тодішню Югославію на кораблі. Ще до настання повноліття зарахований у Французький іноземний легіон. Там він провів кілька років і, пройшовши вишкіл, брав участь у військових операціях у Чаді та в інших країнах Африки і Азії, де ще існують французькі неоколоніальні інтереси. Після відставки у званні сержанта він, імовірно, працював військовим інструктором і зв'язковим у країнах Латинської Америки, зокрема в Парагваї, вочевидь, із мовчазної згоди французької влади. Розповіді про його нібито гламурне життя у паризькому вищому світі (Серж Генсбур, Ромен Гарі, ..) перевірити неможливо.

### Роль у Хорватській війні
Налагодивши контакт з хорватськими емігрантами в Аргентині, Готовіна (який тим часом утратив будь-який зв'язок із батьківщиною) дізнається про проголошення хорватської самостійності, повертається до Хорватії в червні 1991 року і відразу вступає в Хорватську національну гвардію. Бере участь у важких боях у Західній Славонії (Новська, Нова Градишка) у складі 1-ї гвардійської бригади, спочатку як захисник (рядовий), а потім як командир. Після поранення і одужання полковника Готовіну ненадовго переведено на посаду командира Хорватської ради оборони (збройних сил хорватів Боснії і Герцеговини) міста Ливно. З 1992 по 1996 рік служив у званні полковника на посаді командувача військового округу Спліт, а потім був головним інспектором оборони. Анте Готовіна зробив великий внесок у створення навчального центру нижчого командного складу у поселенні Шепурине. Він швидко просувався по військовій службі і у званні бригадира був одним (поряд із Янком Бобетком) з основних командирів у ході операції «Маслениця», а вже бувши генерал-лейтенантом організовує і керує кількома ключовими військовими операціями: обороною Ливна і Томіславграда від частин армії Республіки Сербської генерала Младича, тривалою повзучою війною, у якій протягом 10 місяців ламалася сербська оборона в районі Ливна, захопленням міст Гламоч і Босансько-Грахово та взяттям у кільце Книна, що створило передумови для швидкого і успішного виконання операції «Буря». Після цього він у другій половині 1995 р. був головнокомандувачем Об'єднаних сил хорватської армії і Хорватської ради оборони у рамках операції «Містраль», коли були цілком розбиті війська боснійських сербів, а хорватські сили підійшли на відстань 23 км до міста Баня-Лука. Краху сербської напівдержави в Боснії та Герцеговині не дозволила світова, головним чином американська, дипломатія.

### Обвинувальний висновок і арешт
Відразу ж після операції «Буря» Гаазький трибунал почав розслідування злочинів, скоєних під час і після військових дій. Сторона звинувачення, зокрема, зацікавилась і Анте Готовіною, до якого в 1998 році звернулася з проханням дати офіційну заяву. Однак, незважаючи на готовність Готовіни до діалогу, хорватське політичне керівництво з невідомих причин не дало йому на те згоди.
Зміна уряду в січні 2000 року призводить до протистояння новоствореної коаліції і нового президента Месича, з одного боку, та переможеної партії ХДС і ряду найвищих хорватських офіцерів, надто тих, хто не мав симпатії до влади ліберального походження. У зв'язку з відкритим листом декількох найвищих хорватських офіцерів, у якому піддано різкій критиці політику нової влади, і який підписав і Готовіна, його двадцять дев'ятого вересня 2000 року відправлено у відставку разом з шістьма іншими вищими офіцерами хорватської армії.
Чутки, що кружляли деякий час, виявилися правдою: Міжнародний трибунал з воєнних злочинів у колишній Югославії в Гаазі видав у 2001 році обвинувальний висновок щодо Анте Готовіни (згодом до деякої міри змінений), звинувативши його у плануванні етнічних чисток і воєнних злочинів. Готовіна відмовився прийняти обвинувальний висновок і від моменту висунення обвинувального акту до спіймання переховувався в невідомому місці. Обидві хорватські урядові коаліції — і керована Соціал-демократичною партією (2000–2004 рр.), і очолювана Хорватською демократичною співдружністю (з 2004 р.) — визнаючи легітимність Гаазького трибуналу, закликали Готовіну здатися.
Провівши чотири роки у підпіллі на чужині, він був схоплений іспанською поліцією у Тенерифе 7 грудня 2005 року. і виданий Гаазькому трибуналу. За кілька днів перед самим арештом, він прибув на Тенерифе у супроводі друга сім'ї, австралійського хорвата Йозо Гржича. Коли вони спустилися вночі в ресторан 4-зіркового готелю Bitácora, в якому генерал у ті дні зупинився, о 21:10 до них підійшли 8 співробітників іспанської поліції і заарештували їх. Гржича через кілька годин було звільнено.
Готовіна на момент арешту мав при собі 12 000 € готівкою, які, як передбачається, є частиною коштів, якими відомий загребський підприємець Хрвоє Петрач фінансував втечу Готовіни.
Після арешту його переводять у найрозкішнішу іспанську в'язницю Сото-дель-Реаль, за 40 км від Мадрида. Припускають, що генерала виказали, хоча є дивний факт, що при поселенні в готель Bitácora він користувався паспортом на ім'я Крістіян Хорват. Вже давно відомо, що це одне з його фальшивих посвідчень особи, і саме цей факт мав вирішальне значення для схоплення генерала.
9 грудня Готовіну переведено у в'язницю ООН у місті Схевенінген (Нідерланди), де його утримують в очікуванні судового процесу.

### Позиція ЄС і ставлення громадян Хорватії
Найсуперечливішим у політичному плані елементом у справі суду над Анте Готовіною в Гаазі є те, що Європейський союз обумовив політичну і економічну інтеграцію Хорватії в ЄС хорватським арештом Готовіни, що викликало неоднозначну реакцію.
Від самого початку хорватська громадськість була прихильна до генерала-утікача і виступала проти його видачі. Опитування з березня 2005 року з приводу відкладення початку переговорів з ЄС показало, що тільки 7 % населення вважають, що Готовіна справді винуватець затримки переговорного процесу. Стосовно можливої видачі генерала 56 % були проти і 28 % за.
Через місяць після арешту проведено новий опит. 61 % громадян заявили, що арешт генерала — це погана звістка, і лише 14 %, що добра. Таким чином, хорватська громадськість на звістку про арешт відреагувала зовсім інакше, ніж хорватська влада. Такий самий відсоток з них, 61 %, вважає, що звинувачення необґрунтоване, а 50 % — що судовий процес у Гаазі буде упередженим і необ'єктивним.
У 2003 р. хорватський співак і композитор Мирослав Шкоро присвятив Готовіні дуже популярну нині в Хорватії патріотичну пісню «Sude mi» («Мене судять»), складену ним у співробітництві з іншим відомим хорватським музикантом Марком Перковичем.

### Судовий вирок і виправдання
11 березня 2008 р. Гаазький трибунал розпочав процес у справі Анте Готовіни, Младена Маркача та Івана Чермака. На своїх перших появах у суді жоден із них не визнав себе винним.
15 квітня 2011 р. Гаазький трибунал оприлюднив вирок генералам Анте Готовіні і Младену Маркачу, засудивши їх на 24 роки і 18 років позбавлення волі відповідно та виправдавши третього звинуваченого — генерала Івана Чермака. Готовіну визнано винним за сімома з восьми пунктів звинувачення, зокрема, в депортаціях, пограбуванні і нищенні майна, вбивствах та катуваннях сербського населення. З нього знято лише відповідальність за примусове переселення.
Цього самого дня в центрі Загреба зібралося понад 2000 людей, які протестували проти вироку генералам Готовіні та Маркачу. На цьому мітингу хорватський актор Божидар Аліч та колишній міністр Іван Векич назвали присуд міжнародного трибуналу поразкою Хорватії. Прем'єр-міністр Хорватії Ядранка Косор висловила невдоволення вироком трибуналу в Гаазі та сказала, що держава оскаржуватиме цей присуд, бо вважає операцію «Буря» законним захистом територіальної цілісності Хорватії.
Президент Хорватії Іво Йосипович сказав, що вирок його шокував, але що це не ставить під сумнів виправданість визвольної боротьби Хорватії та операції «Буря».
16 листопада 2012 p. Апеляційна палата Гаазького трибуналу після перегляду вироку від 15 квітня 2011 р. зняла з генералів Анте Готовіни та Младена Маркача всі раніші звинувачення, постановивши, що військова операція 1995 року, якою керували ці два хорватські генерали, не була етнічною чисткою. Суддя Теодор Мерон постановив, що дії генералів не носили навмисного характеру, та визнав, що у 2011 році судова палата трибуналу «припустилася помилки», ствердивши, що артилерійські удари, вчинені за наказами генералів Готовіни і Маркача по містах Сербської Країни, були «незаконними». Сторона звинувачення не збирається оскаржувати рішення апеляційної інстанції. Генералів звільнили у залі суду.
Цю новину в Хорватії було сприйнято з захватом. На площі Бана Єлачича зібралося понад 100 000 ветеранів і громадян Хорватії, щоб привітати звільнених генералів. Згідно з опитуваннями, понад 60 відсотків громадян Хорватії вірять у невинуватість Готовіни та Маркача.

### Після звільнення

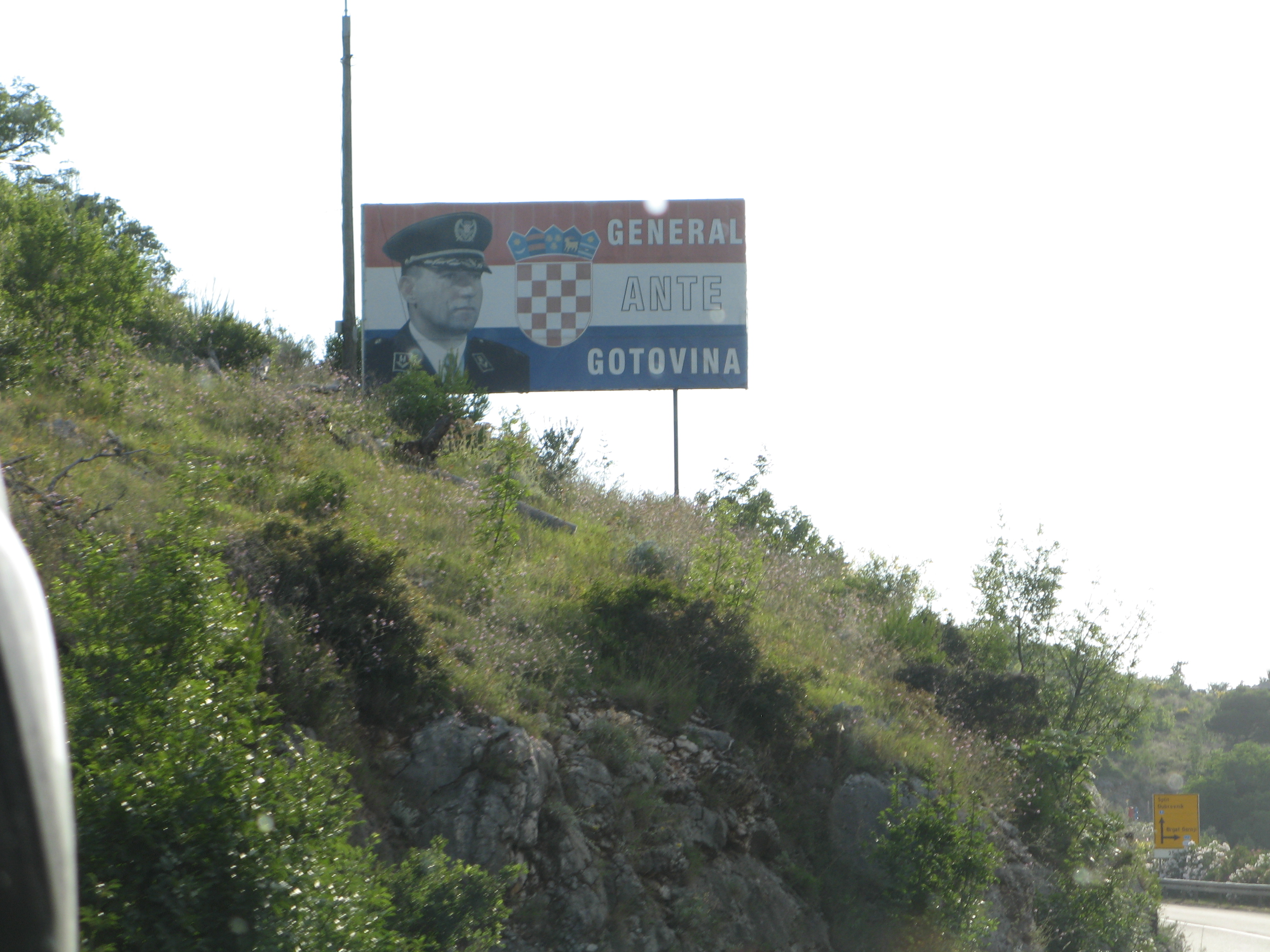
Придорожній рекламний щит із зображенням Анте Готовіни поблизу Дубровника.

Після звільнення генералів хорватська влада відправила по них урядовий літак Bombardier Challenger 600 із міністром оборони Анте Котромановичем і міністром ветеранів Предрагом Матичем, яким Готовіну і Маркача доправили на рідну землю. У Загребі їх зустріли прем'єр-міністр Зоран Міланович і спікер парламенту Йосип Леко. Їхні промови на площі бана Єлачича слухали близько 100 000 людей, після чого кардинал Йосип Бозанич відслужив на честь них месу в Загребському соборі. Потім обох генералів прийняв у своєму палаці Президент. Тоді ж Готовіна сказав, що «Вітчизняна війна тепер чиста, вона належить нашій історії, це підвалина, на якій ми будуємо наше майбутнє».
Матич відзначив, що Готовіна і Маркач є одними з кандидатів на нову найвищу хорватську відзнаку.
19 листопада 2012 року белградський таблоїд Kurir опублікував інтерв'ю з Готовіною, у якому той закликав сербів, переміщених після операції «Буря», повернутися в Хорватію.
23 листопада 2012 року Готовіна став почесним громадянином Спліта, а наступного дня — і Задара. 2 грудня його разом із Маркачем назвали почесним громадянином Осієка.
У листопаді 2012 року уряд Сербії попросив МТКЮ передати йому докази проти обох генералів для власного розслідування. У січні 2013 р. сербський прокурор із воєнних злочинів Владимир Вукчевич заявив, що виправдувальний вирок є остаточним і перегляд справи неможливий.
7 січня 2014 року було оголошено, що Готовіна подав позов проти Міністерства фінансів США, щоб зняти накладені на нього економічні санкції, які вже діяли більш ніж десять років після того, як у 2003 році його внесли до списку громадян особливих категорій та заборонених осіб, що підпадають під економічні санкції. 6 лютого Федеральний реєстр оголосив про виключення Готовіни з цього списку.
2016 року видатний хорватський кінорежисер і актор Антун Врдоляк оголосив про створення фільму «Генерал» про життя Анте Готовіни за книжкою Ненада Іванковича «Воїн-авантюрист і генерал (життєпис)» Хорватський голлівудський актор Горан Вишніч, який грає у цьому фільмі Готовіну, оголосив, що не візьме за цю роль грошей та долучається до створення фільму безкоштовно. Міністерство оборони Хорватії теж оголосило, що безоплатно надасть усе необхідне оснащення.

## Посади, звання та відзнаки

### Посади
- 1 лютого 1973 р. — 1 лютого 1978 р. — служить у французькому Іноземному легіоні, який покидає у званні сержанта.
- червень 1991 р. — начальник оперативно-навчального відділу 1-ї гвардійської бригади «Тигри».
- липень 1991 р. — командир розвідроти 1-ї гвардійської бригади «Тигри».
- лютий 1992 р. — травень 1992 р. — заступник командира спецпідрозділу Головного штабу хорватської армії.
- травень 1992 р. — жовтень 1992 р. — командир Хорватської ради оборони міста Ливно.
- 9 жовтня 1992 р. — 12 березня 1996 р. — командувач військового округу Спліт.
- 12 березня 1996 р. — головний інспектор хорватської армії.

### Звання
- 1991 р. — полковник
- 1992 р. — бригадир
- 30 травня 1994 р. — генерал-майор
- 4 серпня 1995 р. — генерал-лейтенант

### Відзнаки
- 26 травня 1995 р. — Орден князя Домагоя,[28]
- 26 травня 1995 р. — Орден бана Єлачича
- 20 травня 1996 р. — Орден хорватського трилисника
- 20 травня 1996 р. — Орден хорватського хреста